# Nacionalidad argelina

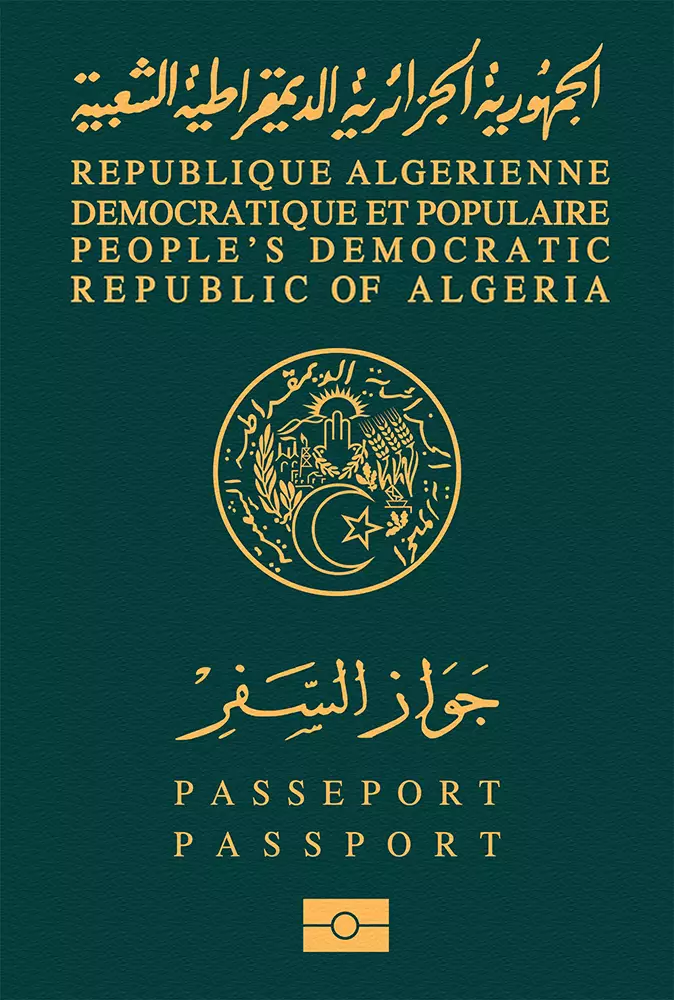
Pasaporte biométrico Argelino

La nacionalidad o ciudadanía argelina es el vínculo jurídico que liga a una persona física con la República Argelina Democrática y Popular y que le atribuye la condición de ciudadano.

## Historia

### Restricciones religiosas
La ley de esta nacionalidad se promulgó por primera vez en marzo de 1963, después de que Argelia lograra su independencia de Francia en julio de 1962. En principio, otorgó la ciudadanía solo a los musulmanes, exigiendo que solo aquellas personas cuyo padre y abuelo paterno tenían el estatus de musulmán podían convertirse en ciudadanos del nuevo Estado. Antes de la independencia, los musulmanes fueron considerados indígenas bajo un conjunto especial de leyes conocido como Code de l'indigénat, por lo cual no eran elegibles para la ciudadanía francesa, y en la práctica tenían un estatus legal inferior, pero los habitantes cristianos y judíos de Argelia durante el período colonial francés podían adquirir la nacionalidad francesa.
Una ley de nacionalidad de 1970 eliminó las referencias al estatus religioso, pero otorgó la ciudadanía a los niños en función de la nacionalidad existente de sus padres, la cual había sido adquirida por el estatus de musulmán de los padres y abuelos paternos de estos en virtud de la ley de nacionalidad de 1963.

### Discriminación hacia la mujer
Sin embargo, la nueva ley otorgó la ciudadanía a los niños en función de la nacionalidad existente de los padres, lo que resulta en que el anterior estatus de musulmán de los padres sea aplicable a su descendencia. El Código de Nacionalidad de 1970 no permitía a las mujeres transmitir la nacionalidad a sus hijos, a menos que el padre fuera desconocido o apátrida. Solo los hombres tenían derecho a conferir la nacionalidad argelina a sus cónyuges extranjeros.
En 1996, Argelia se convirtió en parte de la Convención sobre la Eliminación de Todas las Formas de Discriminación contra la Mujer (CETFDCM). Tras los reclamos de las organizaciones que exigían los mismos derechos de nacionalidad para las mujeres, el 27 de febrero de 2005, se promulgó un nuevo Código de Nacionalidad. La nacionalidad por ascendencia ahora se otorga a un niño cuyo padre o madre es un ciudadano argelino. Las reformas de 2005 otorgan a mujeres y hombres los mismos derechos para transmitir la nacionalidad a sus hijos y cónyuges. El Código revisado es retroactivo. Como resultado, las personas nacidas de madre argelina y padre extranjero antes de la reforma, también se consideran nacionales.

## Adquisición

### Por nacimiento en Argelia
Es de nacionalidad argelina por nacimiento en Argelia:
- El niño nacido en Argelia de padres desconocidos. Sin embargo, se considerará que este niño nunca ha sido argelino si se establece, durante su minoría de edad, que su filiación proviene de un extranjero o una extranjera, pues gozará de la nacionalidad a la que pertenece ese extranjero o extranjera, aplicándosele su ley nacional.
- Se presume que un recién nacido encontrado en Argelia, hasta que se demuestre lo contrario, nació en Argelia.
- El niño nacido en Argelia de padre desconocido y de madre cuyo nombre en el certificado de nacimiento aparezca sin otros datos, pudiendo esta demostrar su nacionalidad.

La expresión «en Argelia» se refiere a todo el territorio argelino, sus aguas territoriales, barcos y aviones argelinos.

### Por ascendencia
Se considera argelino el niño nacido de padre argelino o madre argelina.

### Por matrimonio
La nacionalidad argelina se puede adquirir por contraer matrimonio con un argelino o argelina si se cumplen las siguientes condiciones:
- Que el matrimonio sea legal y permanezca efectivo desde al menos tres años previos a fecha de la presentación de la solicitud de naturalización.
- Tener residencia habitual y regular en Argelia durante al menos dos años.
- Tener un buen comportamiento y ser de buen carácter.
- Justificar medios de vida suficientes.

Es posible que no se tenga en cuenta una pena emitida en el extranjero.

### Por naturalización
Un extranjero que realice la solicitud de naturalización, puede adquirir la nacionalidad argelina siempre que cumpla con los siguientes requisitos:
- Residir en Argelia durante al menos siete años anteriores a la fecha de la presentación de la solicitud.
- Residir en Argelia al momento de firmar el decreto que otorga la naturalización.
- Ser mayor de edad legal.
- Poseer buen comportamiento y no haber sido condenado a una pena que dañe el honor.
- Justificar medios de vida suficientes.
- Estar sano física y mentalmente.
- Justificar su asimilación en la comunidad argelina.

Los hijos menores nacidos de una persona que ha adquirido la ciudadanía argelina por naturalización, son argelinos al mismo tiempo que sus progenitores.
Puede naturalizarse, sin la necesidad de cumplir con los requisitos anteriores:
- El extranjero que haya prestado servicios excepcionales para Argelia, o que padezca un defecto físico o una enfermedad a causa de un trabajo realizado al servicio o en interés de Argelia.[nota 1]
- El extranjero cuya naturalización tenga un interés excepcional para Argelia.

A petición del interesado, el decreto de naturalización facultará el cambio de su apellido y nombre.
Siempre se podrá revocar la naturalización de la persona, en el curso de dos años desde la publicación del decreto de misma en el Boletín Oficial de la República Argelina Democrática y Popular, si resulta evidente que no cumple las condiciones estipuladas en la ley o utilizó medios fraudulentos para obtener la nacionalidad. La revocación de la ciudadanía se llevará a cabo de la misma forma en que fue expedida, después de informar legalmente al interesado y de concederle un plazo de dos meses para presentar sus refutaciones.

## Pérdida de la ciudadanía
Perderá la nacionalidad argelina:
- El argelino que adquiera, voluntariamente, otra nacionalidad en el extranjero y se le haya autorizado, por decreto, a renunciar a la nacionalidad argelina.
- El argelino, aunque sea menor de edad, que tuviera una nacionalidad extranjera de origen y se le haya autorizado, por decreto, a renunciar a la nacionalidad argelina.
- La mujer argelina que se case con un extranjero y que, debido a su matrimonio, adquiera la nacionalidad de su esposo y se le haya autorizado, por decreto, a renunciar a la nacionalidad argelina.
- El argelino que declare renunciar a la nacionalidad argelina, la cual ha sido obtenida siendo menor de edad por ser hijo de un extranjero naturalizado argelino, puede renunciar a la misma durante el plazo de dos años a contar desde que alcanzó la mayoría de edad.

En los casos anteriores, no se extenderán los efectos de la pérdida de la nacionalidad a los hijos menores de edad.
Toda persona que haya adquirido la nacionalidad argelina podrá ser desposeída de ella en los siguientes casos:
- Si se le condena por un acto que se considere un crimen o delito que afecte a los intereses vitales de Argelia.
- Si se le condena, en Argelia o en el extranjero, por un crimen del que se deriven penas superiores a cinco años de prisión.
- Si realiza, en beneficio de una institución extranjera, actos que sean incompatibles con su cualidad de argelino o nocivos para los intereses del Estado argelino.

No tendrá lugar el desposeimiento excepto si los actos atribuidos al encausado se realizaran en diez años desde la fecha de la adquisición de la ciudadanía argelina.
No se podrá declarar el desposeimiento de la nacionalidad excepto dentro del plazo de cinco años desde la fecha de haber cometido estos actos.
El desposeimiento de la nacionalidad se efectuará por decreto después de que el encausado pueda presentar sus alegaciones. Tendrá un plazo de dos meses para realizarlo. En todos los otros casos, se declarará el desposeimiento por decreto del Consejo de Ministros.
No se podrá promulgar el desposeimiento de la nacionalidad argelina excepto después de informar al encausado de las medidas que se tiene intención de tomar contra él o de concederle la oportunidad de presentar sus alegaciones.
No se extenderá el desposeimiento de la nacionalidad al cónyuge y los hijos menores del interesado. Sin embargo, se podrá extender el desposeimiento de la nacionalidad a los hijos si se incluye también a sus progenitores.

## Restauración de la ciudadanía
Podrá recuperar la nacionalidad argelina por decreto toda persona que la hubiera tenido como nacionalidad de origen y la hubiera perdido, mediante la presentación de una petición después de al menos dieciocho meses de residencia habitual y regular en Argelia.

## Doble nacionalidad
Argelia permite la doble nacionalidad. Siempre y cuando la ley de nacionalidad del otro país lo permita, un nacional argelino puede adquirir una ciudadanía extranjera y conservar la argelina, y un extranjero puede obtener la nacionalidad argelina sin perder su nacionalidad de origen. Algunos países no permiten la doble ciudadanía. Por ejemplo, si una persona adquirió las nacionalidades argelina y japonesa por nacimiento, debe declarar ante el Ministerio de Justicia japonés, antes de cumplir los 22 años, qué ciudadanía desea conservar.

## Requisitos de visado

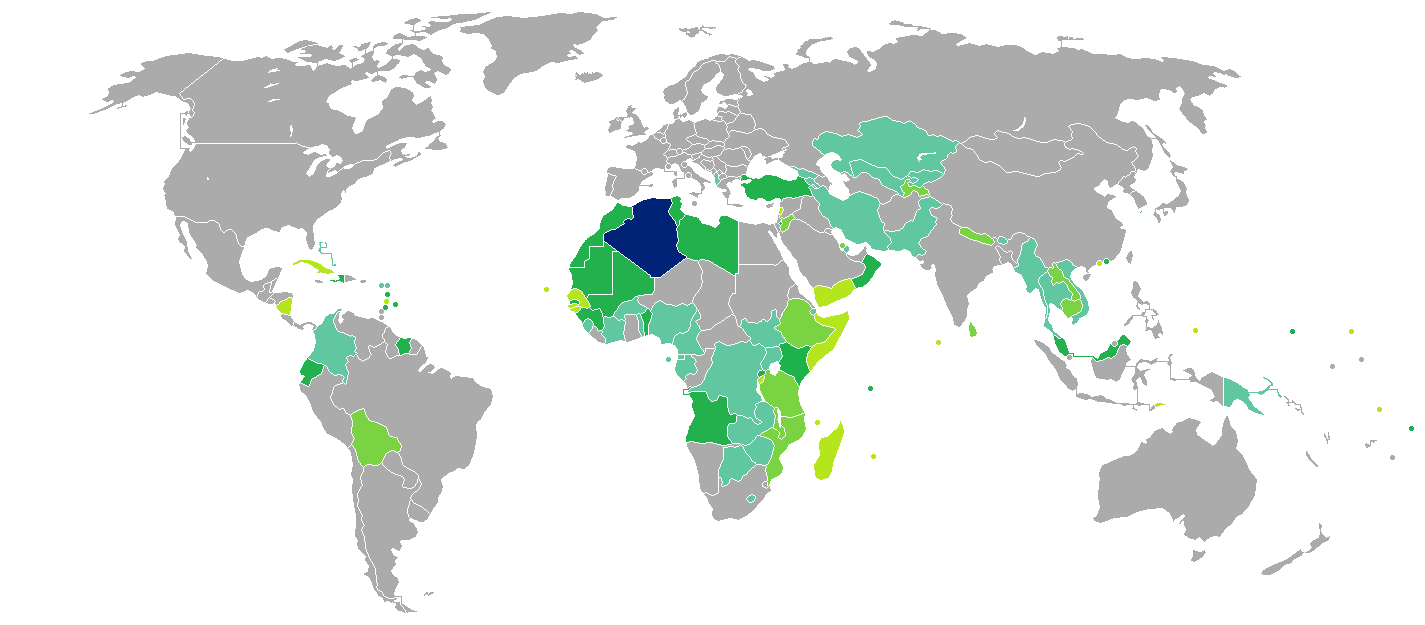
Argelia
No se requiere visa
Visa a la llegada
Visa electrónica
Visa disponible tanto a la llegada como en línea
Se requiere visa antes de la llegada

Los requisitos de visado para ciudadanos argelinos son las restricciones administrativas de entrada por parte de las autoridades de otros Estados a los ciudadanos de Argelia. En 2023, los ciudadanos argelinos tenían acceso sin visado o visa a la llegada a 55 países y territorios, clasificando al pasaporte argelino en el 86.º lugar del mundo, según el Índice de restricciones de Visa.